# Afrostelis kigonserana
Afrostelis kigonserana är en biart som först beskrevs av Heinrich Friese 1925.  Afrostelis kigonserana ingår i släktet Afrostelis och familjen buksamlarbin. Inga underarter finns listade i Catalogue of Life.